# London Rail
London Rail es una dirección de Transport for London (TfL), involucrada en la relación con la red de trenes de la National Rail dentro de Londres. La división es responsable de la red de London Overground, un servicio de trenes directamente administrado por TfL, y London Trams y Docklands Light Railway también están dentro de él.

## National Rail en Londres
La red de National Rail dentro de Londres posee un gran número de conmutadores dentro de Londres y también provee varios servicios locales, especialmente dentro del sur de Londres.
Bajo el Acta de Autoridad del Gran Londres de 1999, Transport for London posee el poder de consultar con los operadores de trenes dado que London Rail es más un administrador que un operador, y ha desarrollado alianzas con el Departamento de Transporte (el cual es responsable de las estrategias ferroviarias), National Rail (la cual posee la infraestructura) y las varias compañías operadoras (que prestan los servicios).
Un proyecto piloto fue lanzado en 2003 para promover los varios servicios provistos por las operadoras ferroviarias en el sur de Londres bajo una sola marca, Overground Network. Esto incluyó cambios en las estaciones, señalética y publicidad, pero la promoción de la marca finalizó en 2007.
En noviembre de 2007, London Rail tomó el control directo de los antiguos servicios de metro de la franquicia Silverlink bajo la marca London Overground. Las líneas, principalmente en el norte de Londres, son administradas por TfL, con operación sub-contratada por MTR Laing.

## Propuestas futuras
London Rail es responsable de la extensión de la East London Line y es fuente de recursos para mejoras en las frecuencias de los servicios ferroviarios y estaciones en el área de Londres. La extendida East London Line formará parte del London Overground desde 2010.
El exalcalde de Londres, Ken Livingstone, ha expresado el deseo de obtener el control de todos los servicios ferroviarios londinenses en el futuro y hacerlos parte del London Overground.